# Nadtlenek benzoilu
Nadtlenek benzoilu (Benzoili peroxydum) – organiczny związek chemiczny z grupy nadtlenków organicznych.
W skali laboratoryjnej jest otrzymywany w reakcji chlorku benzoilu z nadtlenkiem wodoru w alkalicznym środowisku. Jednym z większych producentów związku jest polska firma Novichem. Jest substancją łatwopalną i wybuchową. Produkty handlowe zawierają kilkadziesiąt procent wody jako dodatku stabilizującego.

## Zastosowanie

### Chemia
Jest stosowany jako inicjator reakcji rodnikowych, na przykład chlorowania toluenu lub polimeryzacji.

### Medycyna
Jest stosowany jako składnik środków przeciwtrądzikowych. Wykazuje silne właściwości utleniające, działa przeciwbakteryjnie i keratolitycznie, pobudza procesy ziarninowania i syntezę kolagenu. Działanie przeciwbakteryjne polega na uwolnieniu z cząsteczki nadtlenku benzoilu aktywnego tlenu atomowego, który hamuje rozwój bakterii beztlenowych. Nadtlenek benzoilu poprzez działanie przeciwbakteryjne i keratolityczne zmniejsza liczbę zaskórników i powoduje ustępowanie zapalnych wykwitów. Poprawia zaopatrzenie w tlen tkanek, łatwo przechodzi do warstwy rogowej naskórka, gdzie jest metabolizowany w keratynocytach do kwasu benzoesowego i wydalany wraz z moczem.

#### Wskazania
- trądzik młodzieńczy
- ropne zakażenia skóry
- nasilony łojotok

#### Przeciwwskazania
- nadwrażliwość na lek

#### Działania niepożądane
- zaczerwienienie skóry
- nadmierne złuszczanie się skóry
- świąd skóry

#### Preparaty
- Epiduo (adapalen + nadtlenek benzoilu)
- Akneroxid 5 i 10%
- Benzacne 5 i 10%
- Oxy
- Clearasil – Ultra (nadtlenek benzoilu + krzemian glinu)
- Acnidazil (nadtlenek benzoilu + mikonazol)
- Brevoxyl 4 i 8% lotion, 4 i 8% żel (na bazie alkoholu)
- Benoxyl lotion (na bazie oleju) 2,5, 5 lub 10%
- Benzac-W liquid wash (z gliceryną) 5 i 10%
- Desquam-E żel (z EDTA, zaróbka wodna) 2,5, 5 i 10%
- Lubexyl
- Duac (nadtlenek benzoilu + klindamycyna)